# Batrachomoeus
Batrachomoeus is een geslacht van straalvinnige vissen uit de familie van kikvorsvissen (Batrachoididae).

## Soorten
- Batrachomoeus dahli (Rendahl, 1922)
- Batrachomoeus dubius (White, 1790)
- Batrachomoeus occidentalis Hutchins, 1976
- Batrachomoeus rubricephalus Hutchins, 1976
- Batrachomoeus trispinosus (Günther, 1861)